# Libańskie Siły Powietrzne
Libańskie Siły Powietrzne (Al Quwwat al-Jawwiya al-Lubnania arab. القوات الجوية اللبنانية) powstałe 1 czerwca 1949 roku przy pomocy doradców RAF.

## Historia
Liban, dawne francuskie terytorium mandatowe, uzyskał niepodległość 26 listopada 1941 roku. Osiem lat później utworzono Libańskie Siły Powietrzne. Pierwszymi samolotami używanymi w tej formacji były dwa szkolno-treningowe samoloty Percival Prentice. Wkrótce w ramach darowizn od rządu Wielkiej Brytanii, Włoch i Francji wojska lotnicze Libanu wzbogaciły się o dwa samoloty Percival Proctor, de Havilland Canada DHC-1 Chipmunk, de Havilland Dove i pamiętające czasy II wojny światowej przerobione na samoloty transportowe trzy Savoia-Marchetti SM.79. Na początku 1953 roku kupiono w Wielkiej Brytanii samoloty North American Harvard wysyłając jednocześnie do Zjednoczonego Królestwa pilotów na szkolenie. W tym samym roku Liban zamówił swoje pierwsze samoloty odrzutowe De Havilland Vampire w wersji myśliwsko szturmowej FB.52 i treningowej T.55, w 1954 utworzono pierwszą bojową jednostkę lotnictwa. W 1958 roku Libańskie Siły Powietrzne liczyły już około 400 żołnierzy i posiadały około 30 samolotów. Dzięki znacznej pomocy finansowej ze strony Stanów Zjednoczonych i Wielkiej Brytanii udało się kupić w 1958 roku 10 samolotów Hawker Hunter, które przybyły rok później. Kolejne zakupy Hunterów miały miejsce w 1975 i 1976 roku, kiedy dokupiono łącznie 19 samolotów. W 1969 roku zakupiono we Francji 12 samolotów myśliwskich Mirage IIIEL i dwa szkolno-bojowe Mirage IIIBL. W 2000 roku odsprzedano je do Pakistanu, a działania zostały wówczas oparte na śmigłowcach. W latach 2009-2010 pozyskano samoloty Cessna AC 208 Combat Caravan w liczbie trzech i w 2018 roku zakupiono sześć samolotów Embrarer EMB-314 Super Tucano. 

### Wojna w Nahr al-Bared
W 2007 roku doszło do walk z palestyńskim obozie Fatah al-Islam przeciwko bojówkom islamskim. Zadania śmigłowców zamykały się w ewakuacji medycznej, poszukiwaniach i rozpoznania. Z powodu małego obszaru działania i obecności własnych sił lądowych wszelkiego rodzaju misje były robione z dbałością o brak strat. Bomby jakie wykorzystywano do wsparcie wojsk naziemnych były MK82 500 funtowe [227 kg] i MK83 1000 funtowe [454 kg] zrzucane z śmigłowóćw UH-1H Huey. Nabyte doświadczenie w tych walkach wykorzystano do planowanej rozbudowy sił powietrznych.

### Zakup Super Tucano
Podczas trwania oblężenia w Fatah al-Islam sprecyzowano zapotrzebowanie na nowy statek powietrzny. Władze USA zaproponowały samolot A-29 Super Tucano, który zawarł się w wspieraniu jednostek walczących z terrorystami. Produkcja samolotów odbyła się w Brazylii. Dzięki konwersji rakiet Hydra 70 do APKWS możliwe stały się precyzyjne uderzenia przy pomocy lasera. Dzięki wybraniu samolotu turbośmigłowego ograniczono koszty eksploatacji, przy podobnej skuteczności bojowej przy wsparciu sił naziemnych. Szkolenie libańskich pilotów odbyło się w Moody Air Force w Georgii. Dwa samoloty otrzymano w październiku 2017 i cztery w maju 2018 roku. Z powodu braku szablony procedur współpracy z pozostałymi środkami bojowymi, koniecznym stało się ich stworzenie.

### Dozbrojenie śmigłowców
W 2013 roku rozpoczęła się wojna w Syrii. Z względów bezpieczeństwa rozpoczęto projekt dozbrojenia śmigłowców SA/IAR-330 Puma. Zamontowane zostały zasobniki z działkami ADEN 551 kalibru 30 mm oraz Matra SNEB z pociskami niekierowanymi Matra kalibru 68 mm. Wdrożone rozwiązania testowane były przez ponad rok, które powiązane były z dostosowaniem wyposażenia śmigłowca i zaprogramowaniem całego sytemu. 

### 2019 do dziś
Założone zostało zamówienie na sześć kolejnych samolotów Super Tucano. W 2021 roku otrzymano śmigłowce McDonnell Douglas MD-530G. 

## Uzbrojenie
| Typ                                 | Liczba | Uwagi                                                                               |
| ----------------------------------- | ------ | ----------------------------------------------------------------------------------- |
| Cessna AC-208 Armed Caravan         | 3      |                                                                                     |
| Embraer A-29 (EMB-314) Super Tucano | 5 z 6  | Jeden z samolotów uległ katastrofie w 2023 roku. Zamówione zostało kolejne 6 sztuk. |
| Beagle Aircraft Bulldog             | 3      |                                                                                     |
| Sikorsky S-61                       |        |                                                                                     |
| Airbus SA-IAR-330 Puma              | 11     |                                                                                     |
| Airbus SA342 Gazelle                |        |                                                                                     |
| Bell UH-1H Huey                     | 28     |                                                                                     |
| McDonnel Douglas MD-530G            | 6      | Zamówiono 12 sztuk.                                                                 |
| Robinson R44                        | 4      |                                                                                     |

## Struktura
Libańskie Siły Powietrzne operują z trzech baz:
- Beirut Air Base (Kaidat Bayrut al-jawiya, arab. قاعدة بيروت الجوية)
  - 8 dywizjon wykorzystujący śmigłowce Aerospastiale SA-342 Gazelle
  - 10 dywizjon wykorzystujący śmigłowce UH-1H
  - 11 dywizjon wykorzystujący śmigłowce UH-1H
- Rayak Air Base (Kaidat Rayak al-jawiya, arab. قاعدة رياق الجوية)
  - 2 dywizjon wykorzystujący samoloty Hawker Hunter
  - 12 dywizjon wykorzystujący śmigłowce UH-1H
  - 15 dywizjon wykorzystujący śmigłowce Robinson R44 a będący częścią Libańskiej Szkoły Sił Powietrznych (Lebanese Air Force Aviation School, Madrasat al-Kouwat al-Jawiya, arab. مدرسة القوات الجوية), która swoją siedzibę ma na terenie bazy.
- Rene Mouawad Air Base (Matar ar-Ra’is ash-Shahid Rinih Mu’awwad, arab. مطار الرئيس الشهيد رينيه معوض)
  - 14 dywizjon wykorzystujący śmigłowce UH-1H